# Gerillakertészet

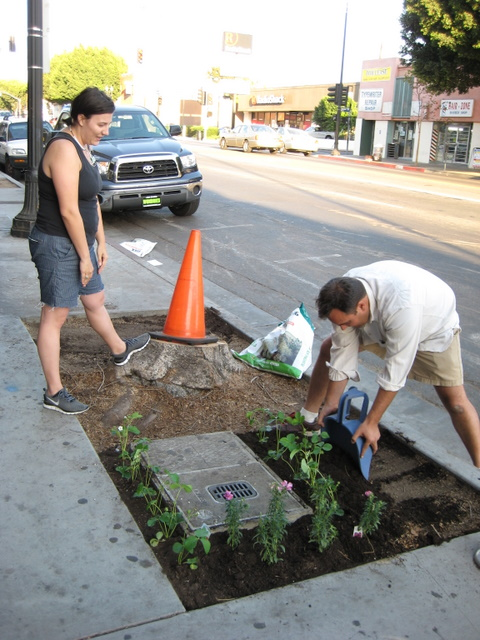
Gerillakertészet egy Los Angeles-i utcán

A gerillakertészet (angolul guerrilla gardening és avant-gardening) erőszakmentes civil kezdeményezés, amelynek során a lakosság hivatalos engedély nélkül virágokat, fákat helyez ki vagy ültet el különböző nyilvános helyeken, ahol arra megítélésük szerint hosszú távon szükség van.
A gerillakertészet Nagy-Britanniában jelent meg az 1990-es évek második felében, a korunk vélt vagy valós visszásságaira figyelmeztető antiglobalista mozgalmak keretén belül. 2000-ben Resistance Is Fertile (Termékeny ellenállás) nevű mozgalmuk kebelén belül rendszeres gerillakertész-akciókra került sor Londonban, Bristolban, Brightonban, Bradfordban, Manchesterben és Sheffieldben. Az esemény nagy sajtónyilvánosságot kapott, tekintve, hogy a gerillakertészek egyik első akciójukat a londoni Parlament közelében, Winston Churchill szobránál és a Cenotaphnál hajtották végre, s többek között vadkendert is ültettek. 2000-ben került sor az első nagyobb szabású akcióra a tengerentúlon is: a Nemzetközi Valutaalap áprilisi értekezlete alatt Washingtont árasztották el a gerillakertészek.
Jelenleg Magyarországon a közterületen való virágültetés illegálisnak számít, ha az engedély nélkül történik.

## Magyarországi akciók
Magyar gerillakertészek egy 2007-es akciójuk során arra kívánták felhívni a figyelmet, hogy túl sok a betonfelület, és túl kevés a zöldterület, ezért virágokat helyeztek el többek között a Margit hídon és a nyíregyházi temető kerítésén.
2008. június 5-én, azaz a Környezetvédelmi világnapon indult el Magyarországon a világ eddigi legnagyobb összehangolt gerillakertészeti akciója. A csapatok egy hónapon keresztül felváltva valósították meg terveiket, hogy az ország kiszemelt pontjai az éjszaka folyamán hirtelen kizöldüljenek. Az akciót már második éve a Hegyalja Fesztivál kezdeményezte és finanszírozta.
2010 áprilisában Csorváson a közúti kátyúkba ültettek virágot, hogy felhívják a figyelmet az út rossz állapotára.
2011 májusában Esztergomban indultak civil gerillakertész akciók, mert a 2011-es költségvetésben 0 forint lett betervezve a zöldterületek és játszóterek gondozására. Több esetben büntetőfeljelentés született az engedély nélküli munkálatok miatt.
2013 áprilisában Bükkszék határában ültetett virágot a Sirok felé vezető úton a kátyúkba a polgármesternő és két segítője, a rettenetes útviszonyok elleni tiltakozásul.

## További irodalom
- Reynolds, R. 2008. "On Guerrilla Gardening: A Handbook For Gardening Without Boundaries." Bloomsbury. https://web.archive.org/web/20080703230228/http://www.onguerrillagardening.com/ ISBN 978-0-7475-9081-1
- Tracey, D. 2007. "Guerrilla Gardening: A Manualfesto." New Society Publishers. https://web.archive.org/web/20080516025955/http://www.newsociety.com/bookid/3945 ISBN 978-0-86571-583-7
- Lamborn, P., and Weinberg, B. (Eds.), (1999), Avant Gardening: Ecological Struggle in The City and The World. Autonomedia. ISBN 1-57027-092-9